# Tigidia
Tigidia is een geslacht van spinnen uit de familie Barychelidae.

## Soorten
Het geslacht kent de volgende soorten:
- Tigidia alluaudi (Simon, 1902)
- Tigidia bastardi (Simon, 1902)
- Tigidia dubia (Strand, 1907)
- Tigidia majori (Pocock, 1903)
- Tigidia mathiauxi (Simon, 1902)
- Tigidia mauriciana Simon, 1892
- Tigidia processigera (Strand, 1907)
- Tigidia typica (Strand, 1907)